# Felippe Cardoso
Wanderson Felippe Cardoso dos Santos (São Paulo, 4 de octubre de 1998), conocido como Felippe Cardoso o solo Felippe, es un futbolista brasileño. Juega de delantero y su equipo es el Henan F. C. de la Superliga de China.

## Trayectoria

### Osvaldo Cruz
Graduado de las inferiores del Osvaldo Cruz, Cardoso fue promovido al primer equipo en la temporada 2017.

### Ponte Preta
El 13 de septiembre de 2017, Felippe Cardoso fichó por el Ponte Preta, inicialmente para formar parte de su equipo sub-20. Promovido al primer equipo la año siguiente, debutó el 17 de enero de 2018 en la victoria por la mínima contra el Corinthians, encuentro en que fue expulsado. Anotó su primer gol el 3 de febrero en el empate 1-1 ante el Ituano.

### Santos
El 4 de septiembre de 2018, Felippe Cardoso se unió a préstamo al Santos de la Serie A por toda la temporada.
El 8 de octubre de 2018 fichó permanentemente por el Santos por cinco años. Anotó su primer gol en la Serie A el 24 de noviembre, el segundo tanto de la victoria por 3-2 contra el Atlético Mineiro.
El 5 de julio de 2019 fue enviado a préstamo al Ceará de la Serie A.
La temporada siguiente, el 10 de enero de 2020 fue enviado a préstamo al Fluminense. Jugó seis encuentros y anotó un gol por el Campeonato Carioca 2020, sin embargo el 28 de julio fue dejado fuera del plantel por el técnico Odair Hellmann.
El 1 de abril de 2021 fue enviado a préstamo al Vegalta Sendai de la J1 League.

## Estadísticas
Actualizado al último partido disputado el 8 de diciembre de 2024.
| Club                        | Div.          | Temporada     | Liga  | Liga  | Estatal | Estatal | Copas nacionales | Copas nacionales | Copas internacionales | Copas internacionales | Total | Total |
| Club                        | Div.          | Temporada     | Part. | Goles | Part.   | Goles   | Part.            | Goles            | Part.                 | Goles                 | Part. | Goles |
| --------------------------- | ------------- | ------------- | ----- | ----- | ------- | ------- | ---------------- | ---------------- | --------------------- | --------------------- | ----- | ----- |
| Osvaldo Cruz F. C. · Brasil | 2.ª           | 2017          | ―     | ―     | 15      | 7       | ―                | ―                | ―                     | ―                     | 15    | 7     |
| Osvaldo Cruz F. C. · Brasil | Total club    | Total club    | 0     | 0     | 15      | 7       | 0                | 0                | 0                     | 0                     | 15    | 7     |
| A. A. Ponte Preta · Brasil  | 2.ª           | 2018          | 6     | 1     | 10      | 3       | 7                | 0                | ―                     | ―                     | 23    | 4     |
| A. A. Ponte Preta · Brasil  | Total club    | Total club    | 6     | 1     | 10      | 3       | 7                | 0                | 0                     | 0                     | 23    | 4     |
| Santos F. C. · Brasil       | 1.ª           | 2018          | 4     | 1     | ―       | ―       | ―                | ―                | ―                     | ―                     | 4     | 1     |
| Santos F. C. · Brasil       | 1.ª           | 2019          | 0     | 0     | 6       | 0       | 0                | 0                | 1                     | 0                     | 7     | 0     |
| Santos F. C. · Brasil       | Total club    | Total club    | 4     | 1     | 6       | 0       | 0                | 0                | 1                     | 0                     | 11    | 1     |
| Ceará S. C. · Brasil        | 1.ª           | 2019          | 18    | 2     | ―       | ―       | ―                | ―                | ―                     | ―                     | 18    | 2     |
| Ceará S. C. · Brasil        | Total club    | Total club    | 18    | 2     | 0       | 0       | 0                | 0                | 0                     | 0                     | 0     | 0     |
| Fluminense F. C. · Brasil   | 1.ª           | 2020          | 20    | 2     | 6       | 1       | 1                | 0                | 0                     | 0                     | 27    | 3     |
| Fluminense F. C. · Brasil   | Total club    | Total club    | 20    | 2     | 6       | 1       | 1                | 0                | 0                     | 0                     | 27    | 3     |
| Vegalta Sendai Japón        | 1.ª           | 2021          | 23    | 1     | ―       | ―       | 1                | 0                | ―                     | ―                     | 24    | 1     |
| Vegalta Sendai Japón        | 2.ª           | 2022          | 20    | 3     | ―       | ―       | 0                | 0                | ―                     | ―                     | 20    | 3     |
| Vegalta Sendai Japón        | Total club    | Total club    | 43    | 4     | 0       | 0       | 1                | 0                | 0                     | 0                     | 44    | 4     |
| Casa Pia A. C. Portugal     | 1.ª           | 2022-23       | 11    | 4     | ―       | ―       | ―                | ―                | ―                     | ―                     | 11    | 4     |
| Casa Pia A. C. Portugal     | 1.ª           | 2023-24       | 29    | 6     | ―       | ―       | 6                | 2                | ―                     | ―                     | 35    | 8     |
| Casa Pia A. C. Portugal     | Total club    | Total club    | 40    | 10    | 0       | 0       | 6                | 2                | 0                     | 0                     | 46    | 12    |
| Ajmat Grozni · Rusia        | 1.ª           | 2024-25       | 12    | 1     | ―       | ―       | 5                | 0                | ―                     | ―                     | 17    | 1     |
| Ajmat Grozni · Rusia        | Total club    | Total club    | 12    | 1     | 0       | 0       | 5                | 0                | 0                     | 0                     | 17    | 1     |
| Henan F. C. China           | 1.ª           | 2024-25       | 0     | 0     | ―       | ―       | 0                | 0                | ―                     | ―                     | 0     | 0     |
| Henan F. C. China           | Total club    | Total club    | 0     | 0     | 0       | 0       | 0                | 0                | 0                     | 0                     | 0     | 0     |
| Total carrera               | Total carrera | Total carrera | 143   | 21    | 37      | 11      | 20               | 2                | 1                     | 0                     | 201   | 34    |
| 1. 2.                       |               |               |       |       |         |         |                  |                  |                       |                       |       |       |